# Tituš Zeman
Blaženi Tituš Zeman (Vajnory kraj Bratislave 4. siječnja 1915. – Bratislava, 8. siječnja 1969.), bio je slovački rimokatolički svećenik, salezijanac, žrtva komunističkog progona. Proglašen je slugom Božjim 2010., a blaženim 2017. godine.

## Život
Rođen je u kršćanskoj obitelji. Već u dobi od deset godina znao je da želi postati svećenik. Završio je salezijansku gimnaziju. U novicijat je ušao 1931., prve zavjete dao je 6. kolovoza 1932., a doživotne zavjete 7. ožujka 1938. Teologiju je studirao na Gregoriani. Za svećenika je zaređen 23. lipnja 1940. godine u Torinu. Mladu misu imao je 4. kolovoza 1940. u Vajnoryju, gdje je nastavio služiti do 1950. godine.
U travnju 1950. godine započeo je komunistički progon svećenika i redovnika, samostani su okupirani a redovnici i svećenici pozatvarani u koncentracijske logore. Zbog odsustva je taj prvi progon izbjegao. Prihvatio je ideju da osmisli i organizira bijeg mladih salezijanaca preko austrijske granice, odakle bi dalje išli u Torino u Italiju dovršiti studij. Uspješno je preveo dvije skupine od 30 salezijanaca, a kod trećeg pokušaja je uhićen, ispitivan i mučen. Optužen je kao izdajnik i vatikanski špijun, a zatražena je i smrtna kazna. Na kraju je osuđen na 25 godina zatvora i označen kao čovjek za eliminaciju.
Izašao je iz zatvora lošeg zdravlja nakon 13 godina, 10. ožujka 1964. Živio je kod brata i radio kao skladištar i tekstilni radnik. Zdravstveno stanje nije se popravljalo, a preminuo je 8. siječnja 1969. S obzirom na ono što je učinio i zbog čega je progonjen, nazivaju ga mučenikom za duhovna zvanja.

## Postupak beatifikacije
Dijecezanska faza postupka započela je 26. veljače 2010. u Bratislavi. Nadbiskup Stanislav Zvolenský dao je 2. rujna 2010. suglasnost za ekshumaciju posmrtnih ostataka. Javnim zasjedanjem Nadbiskupskog suda, 7. prosinca 2012. završena je prva faza postupka. Dokumentacija je zapečaćena voskom i pečatom Nadbiskupskog ureda te poslana u Vatikan Kongregaciji za kauze svetaca. Pripremljena je na slovačkom i talijanskom jeziku. Radi se o tisućama stranica za koje je bilo potrebno više od 20,000 potpisa javnih bilježnika. Kongregacija za kauze svetaca na svom redovnom zasjedanju 28. lipnja 2013. donijela je dekret o pravnoj valjanosti dijecezanskog nadzora u slučaju života i mučeništva za vjeru Tituša Zemana. Kongregacija je izjavila da su dokumenti prikupljeni tijekom suđenja valjani i bez pogrešaka. Ista Kongregacija dodijelila je 5. siječnja 2014. Titušu Zemanu naslov Sluga Božji na glasu mučeništva. Savjetodavno povjerenstvo teologa izrazilo je 7. travnja 2016. pozitivno mišljenje. Povjerenstvo kardinala i biskupa članova Kongregacije za kauze svetaca dalo je pozitivno mišljenje o mučeništvu don Zemana 21. veljače 2017., a papa Franjo zatražio 27. veljače da donesu dekret o mučeništvu. Beatifikacija je održana u Bratislavi 30. rujna 2017. godine.

## Vanjske poveznice
Tituš Zeman, službena stranica